# Мванза (округ)
Мванза (англ. Mwanza) — округ в Южном регионе Малави. В округе проживает 92 947 человек. Площадь территории составляет 826 км². Административный центр — город Мванза.

## География
На западе граничит с Мозамбиком, на юге с округом Чиквава, на востоке с округом Блантайр, на северо-востоке с округом Балака, а на севере с округом Нтчиси.

## Экономика
Основа экономики района — выращивание цитрусовых.